# Acalolepta holonigra
Espèce
Acalolepta holonigra est une espèce de coléoptère de la famille des Cerambycidae. Elle a été décrite par Stephan von Breuning en 1980. Elle est connue des Philippines.[réf. souhaitée]